# Triumvirat
I Triumvirat sono un trio musicale rock tedesco, formatosi nel 1969 a Colonia.

## Storia
La band originale era composta da Hans-Jürgen Fritz (piano, organo, sintetizzatore), Hans Bathelt (batteria) e Werner Frangenberg (basso).
La formazione richiama stili e schemi classici del tempo che miscelano impostazioni prettamente rock a variazioni su impianto tipico del rock progressivo, ispirandosi soprattutto ai Nice di Keith Emerson e ai lavori di Brian Auger.

### Dal 1970 al 1974
Nel 1970, Werner "Dick" Frangenberg abbandona il gruppo e viene sostituito al basso da Hans Pape che contribuisce apportando nuovi spunti vocali agli arrangiamenti del trio.
Successivamente dopo aver inviato un demo-tape, i Triumvirat vengono messi sotto contratto dalla EMI che in quel periodo stava cercando nuove formazioni da includere nella propria scuderia.
Nel 1972 il gruppo entra in studio di registrazione e dà alla luce "Mediterranean Tales: Across The Waters" che vede appunto in atto il nuovo contributo alla voce di Pape.
Nel 1974 pubblicano "Illusions On a Double Dimple" e durante le registrazioni vedono un nuovo avvicendamento, Pape abbandona e al suo posto subentra Helmut Köllen (cugino di Jürgen) anch'egli con spiccate doti di vocalist.
"Illusions On a Double Dimple" evidenzia la giusta unione stilistica dei tre membri, dove allo stile virtuoso e sinfonico di Hans-Jürgen Fritz vengono a collimare la pulizia stilistica di Bathelt e gli arrangiamenti melanconici della voce di Köllen.
L'album produce un inaspettato successo (da ricordare gli arrangiamenti della Cologne House Symphony Orchestra) e viene quindi proposto alla Capitol Records che decide così di distribuirlo negli Stati Uniti.
Da qui il passo è breve e i Triumvirat diventano gli opening act, per circa 40 concerti, ai Fleetwood Mac.
Nel 1974, "Illusions On a Double Dimple" appare nella Billboard's "FM Action" al secondo posto subito alle spalle di Stevie Wonder con "Fulfillingness' First Finale".

### Dal 1975 al 1977
Il successivo album è "Spartacus" (1975), diventato ormai un classico nella scena progressive europea, che rappresenta un concept-album basato sugli avvenimenti storici di Spartaco, leggendario guerriero a capo di una schiera di schiavi in rivolta contro l'Impero Romano.
L'album trova fortuna negli Usa e successivamente anche in Canada e nel Sud America, mentre sul versante concertistico, Fritz e compagni vanno in tour in Europa a fianco di band come i Grand Funk Railroad e negli States insieme a Supertramp, Nektar, Caravan e altri.
Dopo la decisione di Köllen di abbandonare il gruppo per un progetto solista, segue un periodo caotico che vede avvicendarsi al basso prima Doug Fieger (poi con i Knack), quindi Werner Frangenberg. Infine si aggiunge alla voce Barry Palmer.
La nuova formazione pubblica "Take A Break Today" (1975) e "Old Loves Die Hard" (1976).
Nel 1976, il gruppo lavora intorno a un concept album basato sugli avvenimenti dell'eruzione vesuviana del 45 a.C. e vede avvicendamenti di line-up e il tentativo di ricongiungimento di Helmut e Jürgen.
Il 3 maggio del 1977, Helmut Köllen, all'età di 27 anni, viene stroncato dalle inalazioni di monossido di carbonio della sua auto mentre era intento ad ascoltare alcune cassette musicali nel suo garage.
Successivamente, sempre nel 1977, uscirà postumo "You Won't See Me", il lavoro solista di Köllen.
Ovviamente il contraccolpo psicologico è forte e i Triumvirat con Deter Petereit al basso e Curt Cress alla batteria pubblicano "The New Triumvirat Presents "Pompeii" (il termine "New Triumvirat" verrà utilizzato per breve tempo in seguito a implicazioni legali).

### Dal 1978 al 1998
Nel 1978, ormai lontani dai fasti del periodo progressive, Jürgen e soci coinvolgono session-men per la pubblicazione di "A la Carte".
"Russian Roulette", (1980) è l'ultimo lavoro sotto il nome di "Triumvirat": è un buon lavoro pop che vede partecipare musicisti del calibro di Steve Lukather e Jeff Porcaro dei "Toto" e Arno Steffen alla voce.
Nel 1998 i Triumvirat si riformano in attesa di nuovi progetti e imminenti pubblicazioni.

## Discografia
- Mediterranean Tales (1972)
- Illusions on a Double Dimple (1974)
- Spartacus (1975)
- Old Loves Die Hard (1976)
- Pompeii (1977)
- À la carte (1978)
- Russian Roulette (1980)